# SS-Abschnitte
De SS-Abschnitte (Nederlands: SS-Districten) was de benaming van de SS districten, die werden ingevoerd in 1931. De SS-Abschnitte bevonden zich op een lager niveau dan de SS-Oberabschnitte. Abschnitte hadden geen naam er werden aangeduid met Romeinse cijfers.
Een SS-Abschnitt (Ab) omvatte meerdere SS-Standarten en stond over het algemeen onder leiding van een SS-Oberführer. Vaak werd het ook gezien als een brigade van de landmacht.
In nazi-Duitsland, Oostenrijk, Polen, Frankrijk en Tsjecho-Slowakije waren er in totaal 45 Abschnitte ingedeeld.
| Abschnittsnr. | Oberabschnitt | Hoofdkantoor     |  | Abschnittsnr. | Oberabschnitt | Hoofdkantoor      |
| I             | Süd           | München          |  | XX            | Nordwest      | Kiel              |
| II            | Elbe          | Chemnitz         |  | XXI           | Südost        | Hirschberg        |
| III           | Ost           | Berlijn          |  | XXII          | Nordost       | Allenstein        |
| IV            | Mitte         | Hannover         |  | XXIII         | Ost           | Berlijn           |
| V             | West          | Essen            |  | XXIV          | Südost        | Oppole            |
| VI            | Südost        | Breslau          |  | XXV           | West          | Bochum            |
| VII           | Nordost       | Königsberg       |  | XXVI          | Nordost       | Danzig            |
| VIII          | Donau         | Linz             |  | XXVII         | Fulda-Werra   | Weimar            |
| IX            | Main          | Würzburg         |  | XXVIII        | Main          | Bayreuth          |
| X             | Südwest       | Stuttgart        |  | XXIX          | Südwest       | Konstanz          |
| XI            | Rhein         | Koblenz          |  | XXX           | Fulda-Werra   | Kassel            |
| XII           | Ost           | Frankfurt (Oder) |  | XXXI          | Donau         | Wien              |
| XIII          | Nord          | Stettin          |  | XXXII         | Süd           | Augsburg          |
| XIV           | Nordwest      | Bremen           |  | XXXIII        | Nord          | Schwerin          |
| XV            | Nordwest      | Altona           |  | XXXIV         | Rhein         | Neustadt a. d. W. |
| XVI           | Mitte         | Maagdenburg      |  | XXXV          | Donau         | Graz              |
| XVII          | West          | Münster          |  | XXXVI         | Donau         | Innsbruck         |
| XVIII         | Elbe          | Halle (Saale)    |  | XXXVII        | Elbe          | Reichenberg       |
| XIX           | Südwest       | Karlsruhe        |  | XXXVIII       | Main          | Karlsbad          |